# Škrat Gal
Škrat Gal je literarni lik slovenske avtorice Svetlane Makarovič. Najdemo ga v slikanicah Gal v galeriji in Strahec v galeriji.
Kdor ne verjame v pravljice, je zanj vsak škrat neviden!— —Makarovič, S. (1981): Gal v galeriji (stran 27). Ljubljana: Mladinska knjiga.

## Gal v galeriji
Slikanica v verzih Gal v galeriji, katere avtorica je Svetlana Makarovič, ilustrator pa Kostja Gatnik, je izšla leta 1981 pri založbi Mladinska knjiga. Pravzaprav gre za vodnik po Narodni galeriji v Ljubljani, namenjen najmlajšim bralcem. Prav zaradi dobrega odziva s strani najmlajših je knjiga leta 1996 doživela ponatis (izdala jo je Narodna galerija v Ljubljani). 
Mali zeleni škrat spodbuja mlade obiskovalce galerije k doživljanju in poznavanju umetnin. Da bi likovna dela iz stalne zbirke slovenske umetnosti spoznala tudi širša mednarodna javnost, je prej omenjena slikanica izšla še v [angleščina|angleškem jeziku]] (Gal in the Gallery) - besedilo je prevedel Uroš Mozetič.
Zgodba o škratu Galu, ki je zapisana na devetindvajsetih straneh in opremljena s slikami pomembnih slovenskih umetnikov, govori o malem zelenem bitju, ki je pred davnimi stoletji prebivalo v gradu. Gal je bil najbolj učen od vseh učenih škratov, zanimal se je za zgodovino in umetnost in še posebej rad je imel tišino. Skozi čas pa se je grad porušil in škrat Gal je utonil v stoletni sen. Nekega jutra se je vendarle prebudil iz spanca, se zavedel, da gradu ni več, in z golobom poletel do glavnega mesta. Pot ga je zanesla v GAL-erijo, nad katero je bil povsem navdušen. Tam je pregledal vse umetnine in se odločil, da bo odslej prebival prav tu, v ljubljanski Narodni galeriji. Pravijo, da škrat Gal ponoči kramlja s slikami, čez dan pa se dobro skrije in spi.

## Strahec v galeriji
Strahec v galeriji je nadaljevanje zgodbe Gal v galeriji in je prav tako namenjen najmlajšim obiskovalcem Narodne galerije v Ljubljani. Z izdajo te knjige je Narodna galerija zaznamovala 40. jubilej pedagoške dejavnosti.
Na devetindvajsetih straneh je, poleg zgodbe v verzih, predstavljenih še osemnajst slik iz stalne zbirke ljubljanske Narodne galerije, ki je posvečena evropskim slikarjem. Delo je zasnovano tako, da otrokom od petega do devetega leta starosti olajšuje razumevanje umetniških del in jim približuje osnovne ikonografske motive kot so npr. portret, tihožitje in podobno. 
Škrat Gal že leta domuje v Narodni galeriji, kjer skrbno pazi na slike in kipe v razstavnih prostorih. Sčasoma postaja tudi vse bolj učen, saj rad prebira debele stare knjige. Galov dremež zmoti majhna, drobna, bela stvar - mišji strah, ki je tako plah, da se ustraši že lastnega glasu. Ko strahec smukne skozi okno v galerijo, se oglasi alarmni signal in kontrolne luči pričnejo utripati. Ves ta hrup zbudi škrata Gala, ki misli, da gre za roparski napad. Kmalu spozna, da ni nikjer nobenih tatov ali vlomilcev in brž naveže stik z novim obiskovalcem. Galerijski škrat Gal strahcu razkaže galerijo, ga vodi od slike do slike in mu razlaga njihov pomen. In ko noč zbledi, se junaka poslovita - a ne za zmeraj.